# Футаба Киока
Футаба Киока (јап. 木岡 二葉; 22. новембар 1965) бивша је јапанска фудбалерка.

## Репрезентација
За репрезентацију Јапана дебитовала је 1981. године. Са репрезентацијом Јапана наступала је на једним Олимпијским играма (1996) и два Светска првенства (1991. и 1995). За тај тим одиграла је 75 утакмица и постигла је 30 голова.

## Статистика
| Јапан  | Јапан | Јапан |
| Год.   | Ута.  | Гол.  |
| ------ | ----- | ----- |
| 1981   | 5     | 0     |
| 1982   | 0     | 0     |
| 1983   | 0     | 0     |
| 1984   | 3     | 1     |
| 1985   | 0     | 0     |
| 1986   | 13    | 7     |
| 1987   | 4     | 1     |
| 1988   | 3     | 0     |
| 1989   | 10    | 9     |
| 1990   | 7     | 7     |
| 1991   | 6     | 1     |
| 1992   | 0     | 0     |
| 1993   | 5     | 2     |
| 1994   | 5     | 1     |
| 1995   | 9     | 0     |
| 1996   | 5     | 1     |
| Укупно | 75    | 30    |